# 勒纳尔堡
勒纳尔堡（法語：Château-Renard，法語發音：[ʃato ʁənaʁ]）是法国卢瓦雷省的一个市镇，位于该省东部，属于蒙塔日区。

## 地理
勒纳尔堡（47°55'50"N, 2°55'39"E）面积40.34 平方千米，位于法国中央-卢瓦尔河谷大区卢瓦雷省，该省份为法国中北部省份，北起埃松省，西北接厄尔-卢瓦省，西南接卢瓦-谢尔省，南至涅夫勒省和谢尔省，东临约讷省，东北接塞纳-马恩省。
与勒纳尔堡接壤的市镇（或旧市镇、城区）包括：圣菲尔曼德布瓦、阿韦龙河畔拉沙佩勒、许埃勒、日莱诺南、梅勒鲁瓦、蒙布伊、圣日耳曼德普雷、特里盖尔。

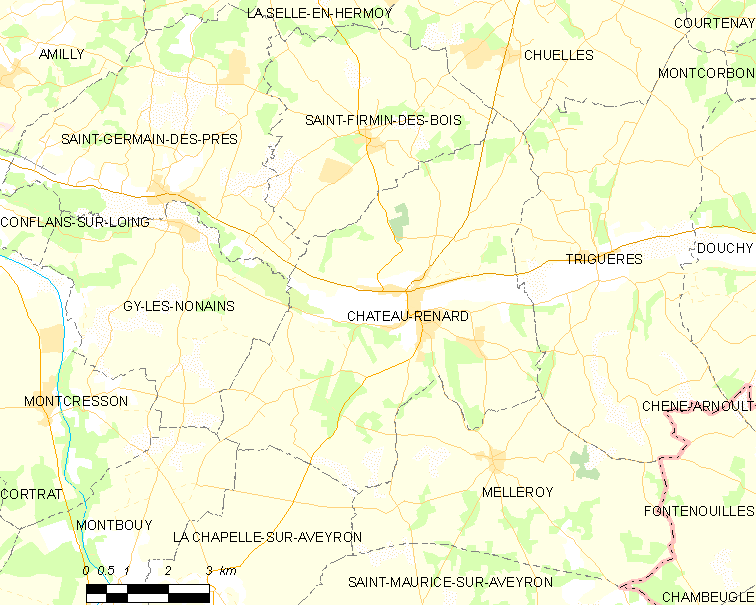
勒纳尔堡的OSM定位图

勒纳尔堡的时区为UTC+01:00、UTC+02:00（夏令时）。

## 行政
勒纳尔堡的邮政编码为45220，INSEE市镇编码为45083。

## 政治
勒纳尔堡所属的省级选区为库特奈县。

## 人口

1962-2008年间勒纳尔堡人口变化图示

勒纳尔堡于2022年1月1日时的人口数量为2108人。